# Eduard Sacapaño
Eduard Sacapaño, né le 14 février 1980 à Bago aux Philippines, est un footballeur international philippin.
Il évolue actuellement au poste de gardien de but avec le club de Ceres FC.

## Biographie

### Sélection
Eduard Sacapaño est convoqué pour la première fois par le sélectionneur national Aris Caslib en 2006.
Il participe à l'AFC Challenge Cup en 2012 avec les Philippines. Ils terminent sur la dernière marche du podium.

## Palmarès

### En sélection nationale
- Vainqueur de la Philippine Peace Cup en 2012.